# 210432 Dietmarhopp
210432 Dietmarhopp è un asteroide della fascia principale. Scoperto nel 2008, presenta un'orbita caratterizzata da un semiasse maggiore pari a 3,1059469 UA e da un'eccentricità di 0,0745953, inclinata di 18,11537° rispetto all'eclittica.
Deve il suo nome all'imprenditore tedesco Dietmar Hopp.